# Barbara Harris
Barbara Densmoor Harris (Evanston, Illinois, 1935. július 25. – Scottsdale, Arizona, 2018. augusztus 21.) Tony-díjas amerikai színpadi és filmszínésznő.
Filmes szereplései közé tartozik az Ezer bohóc (1965), a Hotel Plaza (1971), a Nashville (1975), a Kelekótya péntek (1976), az Előre a múltba (1986) és az Otthon, véres otthon (1997). 

## Filmográfia

### Film
| Év   | Magyar cím                             | Eredeti cím                                                                 | Szerep                 | Magyar hang     |
| ---- | -------------------------------------- | --------------------------------------------------------------------------- | ---------------------- | --------------- |
| 1965 | Ezer bohóc                             | A Thousand Clowns                                                           | Dr. Sandra Markowitz   |                 |
| 1967 |                                        | Oh Dad, Poor Dad, Mamma's Hung You in the Closet and I'm Feelin' So Sad     | Rosalie                |                 |
| 1971 | Hotel Plaza                            | Plaza Suite                                                                 | Muriel Tate            | Kovács Zsuzsa   |
| 1971 | A Harry Kellerman sztori               | Who Is Harry Kellerman and Why Is He Saying Those Terrible Things About Me? | Allison Densmore       |                 |
| 1972 | Közelharc férfiak és nők között        | The War Between Men and Women                                               | Theresa Alice Kozlenko | Földi Teri      |
| 1974 | Vegyes társaság                        | Mixed Company                                                               | Kathy Morrison         |                 |
| 1975 | Egy rejtélyes gyilkosság forgatókönyve | The Manchu Eagle Murder Caper Mystery                                       | Miss Helen Fredericks  |                 |
| 1975 | Nashville                              | Nashville                                                                   | Albuquerque            |                 |
| 1976 | Családi összeesküvés                   | Family Plot                                                                 | Blanche Tyler          | Kovács Nóra     |
| 1976 | Kelekótya péntek                       | Freaky Friday                                                               | Ellen Andrews          | Szirtes Ági     |
| 1976 | Kelekótya péntek                       | Freaky Friday                                                               | Ellen Andrews          | Bozó Andrea     |
| 1978 | A papa mozija                          | Movie Movie                                                                 | Trixie Lane            |                 |
| 1979 |                                        | The North Avenue Irregulars                                                 | Vickie Simms           |                 |
| 1979 | Joe Tynan megkísértése                 | The Seduction of Joe Tynan                                                  | Ellie Tynan            |                 |
| 1981 |                                        | Second-Hand Hearts                                                          | Dinette Dusty          |                 |
| 1986 | Előre a múltba                         | Peggy Sue Got Married                                                       | Evelyn Kelcher         | Győry Franciska |
| 1986 | Előre a múltba                         | Peggy Sue Got Married                                                       | Evelyn Kelcher         | Málnai Zsuzsa   |
| 1987 |                                        | Nice Girls Don't Explode                                                    | anya                   |                 |
| 1988 | A Riviéra vadorzói                     | Dirty Rotten Scoundrels                                                     | Fanny Eubanks          | Andresz Kati    |
| 1997 | Otthon, véres otthon                   | Grosse Pointe Blank                                                         | Mary Blank             |                 |

### Televízió
| Év   | Magyar cím                 | Eredeti cím               | Szerep                     | Megjegyzések |
| ---- | -------------------------- | ------------------------- | -------------------------- | ------------ |
| 1961 | Alfred Hitchcock bemutatja | Alfred Hitchcock Presents | Beth                       | 1 epizód     |
| 1962 |                            | Naked City                | Helga Royd                 | 1 epizód     |
| 1963 |                            | Channing                  | Sophie Kannakos            | 1 epizód     |
| 1964 |                            | The Defenders             | Margit Wolsung             | 1 epizód     |
| 1964 |                            | The Nurses                | Anna Faye / Elaine Radnitz | 2 epizód     |
| 1977 |                            | A Doonesbury Special      | Joanie Caucus (hangja)     | rövidfilm    |
| 1992 |                            | Middle Ages               | Jean                       | 1 epizód     |

## Fontosabb díjak és jelölések

### Film
| Díj              | Kategória                                          | Év   | Jelölt mű                       | Eredmény |
| ---------------- | -------------------------------------------------- | ---- | ------------------------------- | -------- |
| Oscar-díj        | legjobb női mellékszereplő                         | 1972 | A Harry Kellerman sztori (1971) | Jelölve  |
| Golden Globe-díj | legjobb női főszereplő (filmmusical vagy vígjáték) | 1966 | Ezer bohóc (1965)               | Jelölve  |
| Golden Globe-díj | legjobb női mellékszereplő                         | 1976 | Nashville (1975)                | Jelölve  |
| Golden Globe-díj | legjobb női főszereplő (filmmusical vagy vígjáték) | 1977 | Családi összeesküvés (1976)     | Jelölve  |
| Golden Globe-díj | legjobb női főszereplő (filmmusical vagy vígjáték) | 1977 | Kelekótya péntek (1976)         | Jelölve  |

### Színház
| Díj      | Kategória                            | Év   | Jelölt mű                                 | Eredmény |
| -------- | ------------------------------------ | ---- | ----------------------------------------- | -------- |
| Tony-díj | legjobb női mellékszereplő (musical) | 1962 | From the Second City (1961)               | Jelölve  |
| Tony-díj | legjobb női főszereplő (musical)     | 1966 | On a Clear Day You Can See Forever (1965) | Jelölve  |
| Tony-díj | legjobb női főszereplő (musical)     | 1967 | The Apple Tree (1966)                     | Elnyerte |

## Fordítás
- Ez a szócikk részben vagy egészben  a   Barbara Harris (actress) című angol Wikipédia-szócikk fordításán alapul.  Az eredeti cikk szerkesztőit annak laptörténete sorolja fel. Ez a jelzés csupán a megfogalmazás eredetét és a szerzői jogokat jelzi, nem szolgál a cikkben szereplő információk forrásmegjelöléseként.